# Punta Violetta
La Punta Violetta o Punta del Nivolet (in francese, Pointe Violetta e Pointe du Nivolet rispettivamente) è una montagna delle Alpi Graie alta 3031 m s.l.m. situata tra il Piemonte e la Valle d'Aosta. 

## Caratteristiche

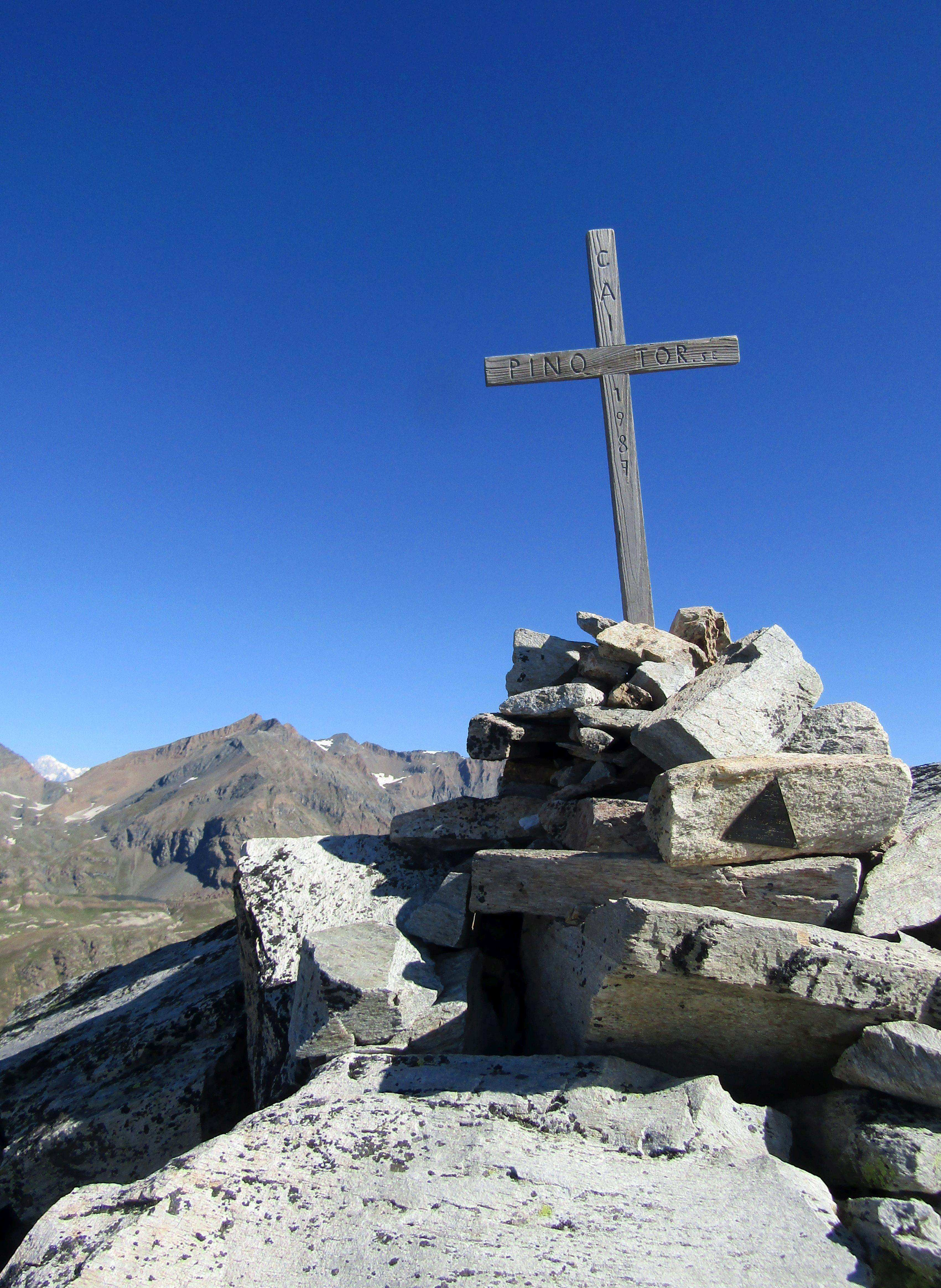
La croce di vetta

La montagna è collocata tra la Valsavarenche (Valle d'Aosta) e la Valle Orco (Piemonte). Si trova nella parte occidentale del Massiccio del Gran Paradiso verso il Colle del Nivolet, tra i comuni di Valsavarenche (AO) e Ceresole Reale (TO). In direzione del Colle del Nivolet, una sella a quota 2709 la separa dai Denti del Nivolet, mentre verso est la cresta spartiacque continua con la Punta Fourà. Verso sud (Valle dell'Orco) dalla Punta Violetta parte una terza cresta, la Costa della Civetta, che divide la conca del Lago Agnel (a ovest) dal vallone del torrente Moncialet. La Punta Violetta fa parte del Parco Nazionale del Gran Paradiso. Sulla sua cima si trova una croce di vetta.

## Salita alla vetta
Per salira alla punta Violetta si può passare per la cresta ovest della montagna con partenza dal rifugio città di Chivasso, situato al Colle del Nivolet, oppure dai sottostanti laghi del Nivolet. Si tratta di un percorso la cui difficoltà escursionistica è di tipo EE, ovvero per escursionisti esperti.
L'accesso invernale con gli sci è considerato per buoni sciatori (BS).

## Punti di appoggio
- Rifugio città di Chivasso - 2.604 m
- Rifugio Albergo Savoia - 2.534 m